# Konoa granulata
Konoa granulata är en skalbaggsart som först beskrevs av Bates 1884.  Konoa granulata ingår i släktet Konoa och familjen långhorningar. Inga underarter finns listade i Catalogue of Life.